# Rottne
Rottne – miejscowość (tätort) w Szwecji, w regionie administracyjnym (län) Kronoberg, w gminie Växjö.
Według danych Szwedzkiego Urzędu Statystycznego liczba ludności wyniosła: 2395 (31 grudnia 2015), 2431 (31 grudnia 2018) i 2417 (31 grudnia 2019).